# Sima Milovanov
Sima Milovanov (serb. Cимa Mилoвaнoв, ur. 10 kwietnia 1926 w Bečeju, zm. 16 listopada 2002) – piłkarz jugosłowiański grający podczas kariery na pozycji obrońcy.

## Kariera klubowa
Sima Milovanov piłkarską karierę rozpoczął w klubie Građanski Bečej. W 1948 przeszedł do Vojvodiny Nowy Sad, w której występował do końca kariery w 1957. Z Vojvodiny spadł w 1949 z Prvej ligi, by po sezonie do niej wrócić. Na koniec kariery zdobył z Vojvodiną wicemistrzostwo Jugosławii w 1957. W lidze jugosłoawiańskiej rozegrał 154 mecze, w których zdobył 21 bramek.
| Sezon   | Klub         | Kraj       | Rozgrywki          | Mecze | Bramki |
| ------- | ------------ | ---------- | ------------------ | ----- | ------ |
| 1948/49 | FK Vojvodina | Jugosławia | Prva liga          | 15    | 0      |
| 1950    | FK Vojvodina | Jugosławia | Druga savezna liga | ?     | ?      |
| 1951    | FK Vojvodina | Jugosławia | Prva liga          | 21    | 0      |
| 1952    | FK Vojvodina | Jugosławia | Prva liga          | 16    | 0      |
| 1952/53 | FK Vojvodina | Jugosławia | Prva liga          | 21    | 6      |
| 1953/54 | FK Vojvodina | Jugosławia | Prva liga          | 25    | 8      |
| 1954/55 | FK Vojvodina | Jugosławia | Prva liga          | 26    | 1      |
| 1955/56 | FK Vojvodina | Jugosławia | Prva liga          | 26    | 6      |
| 1956/57 | FK Vojvodina | Jugosławia | Prva liga          | 4     | 0      |

## Kariera reprezentacyjna
W reprezentacji Jugosławii Milovanov zadebiutował 23 sierpnia 1951 w wygranym 4-2 towarzyskim meczu z Norwegią.
Ostatni raz w reprezentacji wystąpił 16 maja 1954 w wygranym 1-0 towarzyskim meczu z Anglią. Ogółem w barwach plavich wystąpił w 4 meczach.
W 1954 uczestniczył w mistrzostwach świata. Na turnieju w finałowym w Szwajcarii był rezerwowym i nie wystąpił w żadnym meczu.
| Mecze i gole w reprezentacji | Mecze i gole w reprezentacji | Mecze i gole w reprezentacji | Mecze i gole w reprezentacji | Mecze i gole w reprezentacji | Mecze i gole w reprezentacji | Mecze i gole w reprezentacji |
| #                            | Data                         | Miasto                       | Przeciwnik                   | Gol                          | Wynik                        | Rozgrywki                    |
| ---------------------------- | ---------------------------- | ---------------------------- | ---------------------------- | ---------------------------- | ---------------------------- | ---------------------------- |
| 1.                           | 23.08.1951                   | Oslo                         | Norwegia                     |                              | 4:2                          | towarzyski                   |
| 2.                           | 08.11.1953                   | Skopje                       | Izrael                       |                              | 1:0                          | el. MŚ                       |
| 3.                           | 09.05.1954                   | Zagrzeb                      | Belgia                       |                              | 0:2                          | towarzyski                   |
| 4.                           | 16.05.1954                   | Belgrad                      | Anglia                       |                              | 1:0                          | towarzyski                   |

## Kariera trenerska
Po zakończeniu kariery piłkarskiej Milovanov został trenerem. Trenował Slaviję Nowy Sad i NK Osijek. W 1972 krótko był selekcjonerem reprezentacji Cypru.